# Springtime Can Kill You
Springtime Can Kill You is het derde album van Jolie Holland. Het is uitgegeven op 8 mei in Europa en 9 mei in de Verenigde Staten.

## Tracks
1. "Crush In The Ghetto" – 3:01
2. "Mehitibell's Blues" – 3:21
3. "Springtime Can Kill You" – 2:48
4. "Crazy Dreams" – 2:22
5. "You're Not Satisfied" – 2:09
6. "Stubborn Beast" – 4:06
7. "Don't Tell 'Em" – 2:29
8. "Moonshiner" – 3:32
9. "Ghostly Girl" – 3:34
10. "Nothing To Do But Dream" – 7:24
11. "Adieu False Heart" – 2:36
12. "Mexican Blue" – 6:29

Discografie: Catalpa (2003) · Escondida (2004) · Springtime Can Kill You (2006) · Pint of Blood (2011)